# Alla breve
alla breve (italienisch: „nach (= gemäß) der brevis“, eingedeutscht auch Allabreve) oder Tempo maggiore ist eine Taktangabe in der Musik; alla breve ist dabei eine Abkürzung für Tactus alla breve. Im heutigen Sinne ist damit ein gerader Takt gemeint, bei dem statt der üblichen Viertelnoten die halben Noten zur Zählzeit werden. An die Stelle des 4⁄4-Takts (entsprechend dem historischen Begriff alla semibreve) tritt also ein 2⁄2-Takt (kleines Allabreve). Die Angabe als alla breve bietet sich daher besonders für sehr schnelle Musikstücke an (z. B. prestissimo oder vivacissimo mit über 200 Schlägen pro Minute).
Der bis in die Renaissancemusik äußerst gebräuchliche 4⁄2-Takt (großes Allabreve) ist heute bzw. in späterer Musik selten geworden. Im Allgemeinen fordert die Angabe alla breve eine deutlich schnellere, wenn auch nicht unbedingt doppelt so schnelle Ausführung der Notenwerte.
Im englischen Sprachraum und in der populären Musik ist alla breve auch als cut time bekannt.

## Geschichte
Der Begriff hat seinen Ursprung in der Mensuralnotation des 15. beziehungsweise 16. Jahrhunderts. Während ein Dreier-Metrum im Hinblick auf die Trinität als tempus perfectum bezeichnet und durch einen Kreis  als Mensurzeichen symbolisiert wurde, wurde das Zweier-Metrum als tempus imperfectum angesehen und durch einen Halbkreis  symbolisiert. Das tempus imperfectum diminutum, bei dem die Notenwerte im Verhältnis 1:2 umgewandelt werden, wurde durch einen Halbkreis mit einem Punkt  symbolisiert. Die beiden letzteren Zeichen haben sich in den Formen  und  bis in die heutige Notenschrift als Taktangaben erhalten.
Die Frage, ob mit dem alla breve eine Tempobeschleunigung oder gar -verdoppelung verbunden ist, ist nicht einfach und auch nicht für alle Epochen gleichermaßen zu beantworten. Gotthold Frotscher weist darauf hin, dass das alla breve bei verschiedenen Kompositionen ein und desselben Komponisten sowohl Verdoppelung wie auch Halbierung des Brevis-Wertes bedeuten könne, etwa bei Wilhelm Friedemann Bach. Johann Georg Sulzer fordert in seiner Theorie der schönen Künste (1771 ff.) die Verdoppelung des Tempos. Auch Johann Philipp Kirnberger fordert in der Regel eine Verdoppelung des Tempos:

„Der Zweyzweytel oder besser der Allabrevetackt, der durchgängig mit , oder auch mit 2 bezeichnet wird, ist in Kirchenstücken, Fugen und ausgearbeiteten Chören von dem vielfältigsten Gebrauch. Von dieser Tacktart ist anzumerken, dass sie sehr schwer und nachdrücklich, doch noch einmal so geschwind, als ihre Notengattungen anzeigen, vorgetragen wird, es sey denn, daß die Bewegung durch die Beywörter grave, adagio etc. langsamer verlangt wird.“